# Patrice Goueslard
Patrice Goueslard est un pilote automobile français né à Caen le 26 novembre 1965. Il est aujourd'hui un pilote GT français professionnel, sollicité pour les grands rendez-vous nationaux et internationaux d'endurance et de grand tourisme.

## Biographie
Patrice Goueslard débute en sport automobile par le karting. Il devient quatre fois champion de Normandie (classe Nationale 1) entre 1983 et 1987, devient vice-champion de France en 1988 (classe Inter 100 cm3) et remporte le trophée international « Jean-Claude Alazard » en 1989.
Il court ensuite en Formule 3 avec l'École de Pilotage AVIA-La Châtre avant de participer au championnat de France et d'Europe de Formule Renault de 1990 à 1993.
L'orientation vers le grand tourisme est prise à partir de 1994 en participant à la Porsche Carrera Cup France où il remporte le titre amateur en 1995. Les victoires de catégories s'enchaînent alors aux 24 Heures de Daytona ou en Le Mans Series ainsi que des titres de Champion de France GT. Il faut noter qu'il se classe aussi deuxième de la Porsche Cup en 2001.

## Palmarès
- 24 Heures du Mans
  - Seize participations
  - Meilleure place obtenue en 1997 : 5e

- 24 Heures de Daytona
  - 4e et Vainqueur de la catégorie GTS sur une Porsche 911 GT2 du Roock Racing en 1997 avec Ralf Kelleners, Claudia Hürtgen et André Ahrlé

- Le Mans Series
  - Champion dans la catégorie GT1 sur une Chevrolet Corvette de l'équipe Luc Alphand Aventures en 2008 avec Guillaume Moreau et 2009 avec Yann Clairay
  - Champion dans la catégorie GT1 sur une Saleen S7-R de l'équipe Larbre Compétition en 2010 avec Gabriele Gardel

- Championnat FIA GT
  - Champion dans la catégorie N-GT en 2000 associé à Christophe Bouchut au sein du team Larbre Compétition

- 24 Heures de Spa
  - 2e sur une Chrysler Viper GTS-R de l'équipe Larbre Compétition en 2001 avec Sébastien Bourdais et Sébastien Dumez

- Championnat de France FFSA GT
  - Champion en 1997, 2002 et 2003
  - Vice-Champion en 1998, 1999 et 2001

- Porsche Carrera Cup France
  - Vainqueur du championnat amateur en 1995

## Résultats aux 24 heures du Mans
| Année | Voiture                   | Équipe               | Équipiers                             | Résultat |
| ----- | ------------------------- | -------------------- | ------------------------------------- | -------- |
| 1994  | Porsche 911 Turbo 6.3     | Elf Haberthur Racing | Olivier Haberthur / Patrick Vuillaume | Abandon  |
| 1996  | Porsche 911 GT2           | Larbre Compétition   | André Ahrlé / Patrick Bourdais        | 6e       |
| 2000  | Porsche 911 GT3 R (996)   | Larbre Compétition   | Jean-Luc Chéreau / Christophe Bouchut | Abandon  |
| 2002  | Chrysler Viper GTS-R      | Larbre Compétition   | Christophe Bouchut / Vincent Vosse    | 18e      |
| 2003  | Chrysler Viper GTS-R      | Larbre Compétition   | Christophe Bouchut / Steve Zacchia    | 16e      |
| 2004  | Ferrari 550 GTS Maranello | Larbre Compétition   | Olivier Dupard / Christophe Bouchut   | 14e      |